# 재산중학교
재산중학교(才山中學校)는 경상북도 봉화군 재산면 현동리에 있었던 공립 중학교이다.

## 학교 연혁
- 1967년 10월 28일: 봉화중학교 재산분교 인가 (3학급)
- 1968년 3월 7일: 재산분교 개교
- 1971년 1월 25일: 재산중학교로 승격 인가 (6학급)
- 1987년 1월 16일: 6개 교실 증.개축
- 2016년 2월 17일: 제45회 졸업식 10명 (총졸업생 3,628명)
- 2016년 3월 1일: 제26대 김종만 교장 취임
- 2017년 2월 28일: 폐교 및 인근 학교와 기숙형 중학교 청량중학교로 통합[1], 49년만에 폐업

## 참고 자료
- 재산중학교 - 한국교육학술정보원 학교알리미